# Parc Roger-Salengro (Clichy)
Pour les articles homonymes, voir Parc Roger-Salengro.
Le parc Roger-Salengro est un espace vert de la ville de Clichy.

## Situation et accès
Il se trouve dans le triangle délimité par la rue Villeneuve, la rue du Général-Roguet et le boulevard du Général-Leclerc.

## Origine du nom
Elle porte le nom de l'homme politique français Roger Salengro (1890-1936).

## Historique

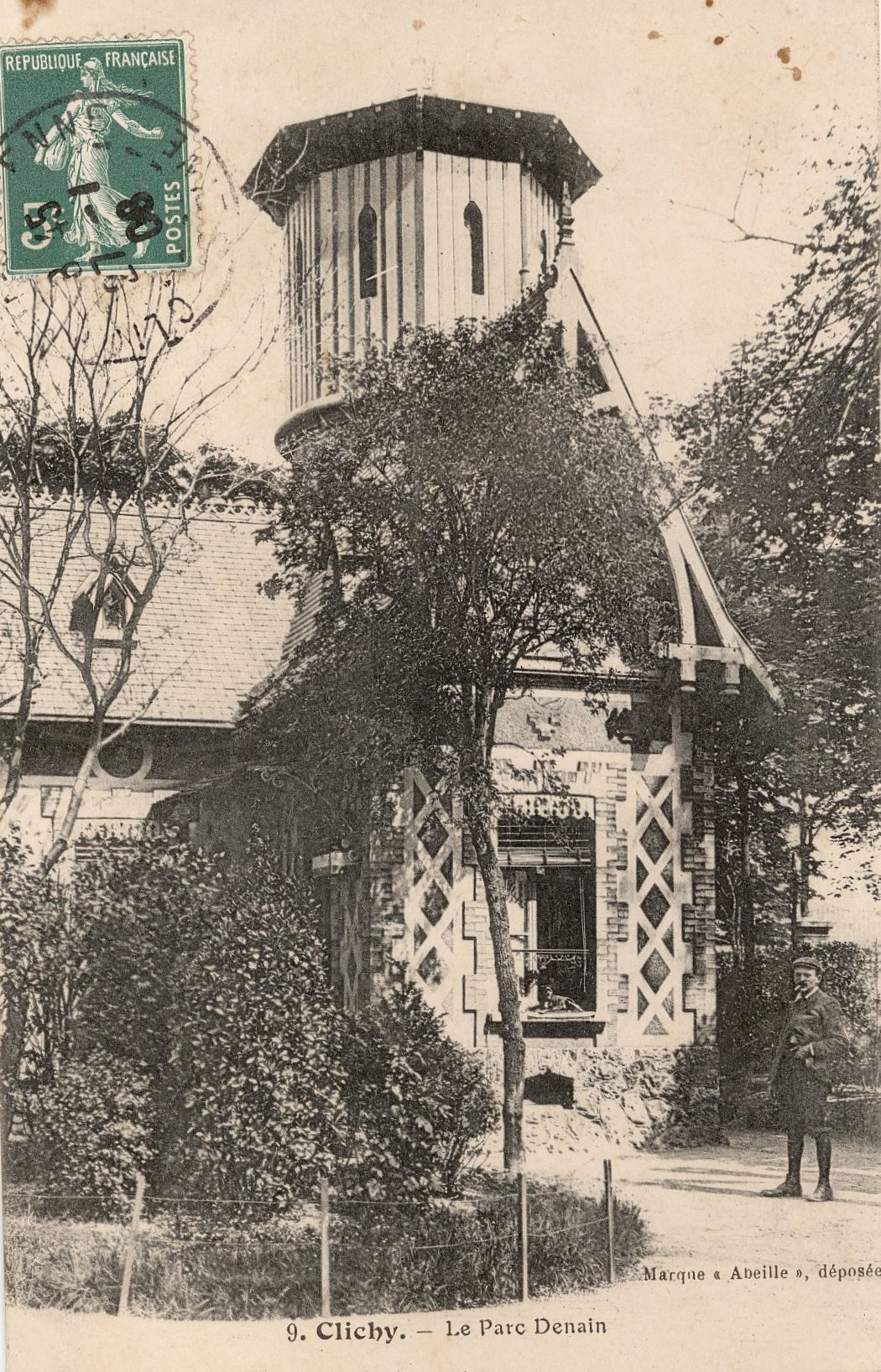
Clichy-la-Garenne: Le parc Denain, aujourd'hui parc Roger-Salengro.

Ce parc provient du morcellement de la propriété de Madame Veuve Léo Delibes, fille de la comédienne Mademoiselle Denain.
Une portion est utilisée pour la construction de l'actuelle maison des associations, le reste en jardin public, aménagé dès 1897, par l'architecte-voyer Bertrand Sincholle. Il est inauguré en 1910.
Le parc s’est alors appelé « parc Denain » pendant plus de 40 ans.
Il est renommé « parc Roger-Salengo » en 1937.